# Filtragem por endereço MAC
Em redes de computadores, filtragem por endereço MAC, filtragem MAC, filtragem GUI ou filtragem de endereço da camada 2, refere-se ao método de controle de acesso de segurança pelo qual o endereço de 48 bits atribuído a cada interface de rede é usado para determinar o acesso à rede.
Os endereços MAC são atribuídos exclusivamente a cada interface, portanto, usando a filtragem MAC em uma rede permite e nega acesso à rede para dispositivos específicos através do uso de listas negras e brancas. Apesar da restrição de acesso à rede pelo uso de listas ser simples, uma pessoa individualmente não é identificada por um endereço MAC, e sim apenas um dispositivo, de modo que uma pessoa autorizada terá que ter uma entrada na lista branca para cada dispositivo que ele ou ela usaria para acessar a rede.
Ao dar a uma rede sem fio alguma proteção adicional, a filtragem MAC pode ser contornada através da varredura de um MAC válido (via airodump-ng) e, em seguida, pela burlagem do próprio MAC em um MAC validado. Isso pode ser feito no Registro do Windows ou utilizando ferramentas de linha de comando em uma plataforma Linux. A filtragem de endereços MAC é muitas vezes referenciada como a segurança através da obscuridade. Infelizmente, a utilização de filtragem MAC pode levar a uma falsa sensação de segurança.
A filtragem MAC não é um controle efetivo em redes sem fio, uma vez que os atacantes podem escutar as transmissões sem fio. No entanto ela é mais eficaz em redes com fio, uma vez que é mais difícil para os atacantes identificar MACs autorizados.